# Kanton Argentan-2
 Argentan-2 is een kanton van het Franse departement Orne. Het kanton maakt deel uit van het arrondissement Argentan.

In 2018 telde het 13.906 inwoners.

Het kanton werd gevormd ingevolge het decreet van 25 februari 2014 met uitwerking op 22 maart 2015, met Argentan als hoofdplaats.

## Gemeenten
Het kanton omvatte bij zijn oprichting een deel van Argentan en 33 volledige gemeenten, waaronder de 13 gemeenten van het opgeheven kanton Exmes en 19 van de 22 gemeenten van het opgeheven kanton Trun.

Op 1 januari 2017 werden de gemeenten Aubry-en-Exmes, Avernes-sous-Exmes, Le Bourg-Saint-Léonard, Chambois, La Cochère, Courménil, Exmes, Fel, Omméel, Saint-Pierre-la-Rivière, Silly-en-Gouffern, Survie, Urou-et-Crennes en Villebadin samengevoegd tot de fusiegemeente (commune nouvelle) Gouffern en Auge.

Sindsdien omvat het kanton volgende gemeenten:
- Argentan  ( hoofdplaats ) ( oostelijk deel )
- Bailleul
- Coudehard
- Coulonces
- Écorches
- Fontaine-les-Bassets
- Ginai
- Gouffern en Auge
- Guêprei
- Louvières-en-Auge
- Merri
- Mont-Ormel
- Montreuil-la-Cambe
- Neauphe-sur-Dive
- Ommoy
- Le Pin-au-Haras
- Saint-Gervais-des-Sablons
- Saint-Lambert-sur-Dive
- Tournai-sur-Dive
- Trun
- Villedieu-lès-Bailleul